# Le Jeu de la miséricordieuse
Le Jeu de la miséricordieuse ou le Testament du chien (en portugais : Auto da Compadecida) est une pièce de théâtre de 1955, écrite par l'auteur brésilien Ariano Suassuna, adaptée en français par Michel Simon-Brésil en 1970.

## Version originale
C'est avec Auto da Compadecida que Suassuna connaît la célébrité. La première représentation a lieu le 11 septembre 1956 à Recife sur la scène du Théâtre Santa Isabel. Après avoir été représentée à Rio de Janeiro en 1957, la pièce reçoit la Médaille d'Or de l’Association brésilienne des critiques de théâtre, et est publiée la même année par la maison d'édition Agir (pt).
Inspirée notamment de la culture populaire de la région du Nordeste, l'œuvre est une « appropriation littéraire des éléments régionaux reliés au folklore universel ».

## Version française
La première traduction date de 1970 :
- Ariano Suassuna (trad. Michel Simon-Brésil), Le Jeu de la miséricordieuse ou Le Testament du chien, Éditions Gallimard, coll. « Théâtre du monde entier », 1970, 103 p. (ISBN 978-2-07-030355-7)[4]

Le titre en français reprend des éléments de situation de la pièce. L'histoire démarre par le tour que jouent ses deux employés à la boulangère dont le chien Sardine vient de mourir, en lui faisant croire que ce dernier a laissé un testament. Lorsque les protagonistes seront passés dans « l'autre monde », ils devront compter avec la mère de Dieu, la « Miséricordieuse » — et avec un « Jésus » qui se nomme Emmanuel et qui est noir.

### Mises en scène
La première représentation de cette adaptation française a lieu une année avant la publication de la traduction, le 9 août 1969 à Genève. Sous le titre Le Testament du chien, elle est produite par le Théâtre de l'Atelier et mise en scène d'Armen Godel. La scénographie et les costumes sont de Jean-Claude Maret. Elle est présentée en plein air au Parc de Grange de Genève du 9 au 28 août 1969.
On peut citer parmi les mises en scène suivantes :
- La mise en scène de Guy Lauzin donnée une première fois le 16 décembre 1971 au Théâtre de l'Odéon[6],[7] et sa reprise dans le cloître des Carmes lors du Festival d'Avignon le 22 juillet 1972[8].

## Autres versions
Hormis en français, la pièce a été traduite en allemand, en anglais, en espagnol et en polonais.
- (de) (trad. Willy Keller), Das Testament des Hundes oder das Spiel von Unserer Lieben Frau der Mitleidvollen : ein Volksstück aus dem Norden Brasiliens in 3 Akten, 1962, Berlin, Gustav Kiepenheuer Bühnenvertriebs[9] ;
- (en) (trad. Dillwyn F. Ratcliff), The Rogue's Trial, Berkeley, 1963, University of California Press[10].

## Adaptations

### Télévision
La pièce fait l'objet d'une adaptation sous la forme d'une série télévisée intitulée O Auto da Compadecida, diffusée en janvier 1999 sur Rede Globo. Ce titre est aussi celui d'une adaptation cinématographique en 2000.

### Cinéma
La pièce a été adaptée trois fois au cinéma brésilien: A Compadecida (1969), Os trapalhões no Auto da Compadecida (1987) et A Dog's Will (2000). Ce dernier étant très bien accueilli par les critiques.